# إعلان السيادة الإستونية
إعلان السيادة الإستونية (بالإستونية: suveräänsusdeklaratsioon)، واسمه الكامل هو الإعلان عن سيادة جمهورية إستونيا الاشتراكية السوفيتية (Deklaratsioon Eesti NSV suveräänsusest) هو إعلان صدر في 16 نوفمبر 1988 خلال ثورة الغناء في إستونيا. أكد الإعلان سيادة إستونيا وسيادة القوانين الإستونية على قوانين الاتحاد السوفيتي. كما طالب البرلمان الإستوني أيضًا بالموارد الطبيعية للجمهورية: الأرض والمياه الداخلية والغابات والرواسب المعدنية ووسائل الإنتاج الصناعي والزراعة والبناء والمصارف الحكومية والنقل والخدمات البلدية وما إلى ذلك داخل حدود أراضي إستونيا. يحتفل سنويا الٱن بـ16 نوفمبر كـ«يوم إعلان السيادة» ("Suveräänsuse deklareerimise päev").

## نظرة عامة
أخدت إستونيا استقلالها عقب الحرب العالمية الأولى وحرب الاستقلال الإستونية (1918–1920). في 1940 وبعد الاتفاق الألماني السوفيتي وبروتوكوله الإضافي السري لأغسطس 1939، احتل الاتحاد السوفيتي إستونيا وضمها لأراضيه.
رفضت غالبية الدول الغربية الاعتراف بضم إستونيا بحكم القانون من طرف الاتحاد السوفيتي واعترفت فقط بحكومة جمهورية إستونيا الاشتراكية السوفيتية بحكم الأمر الواقع أو لم تعترف بها على الإطلاق. اعترفت هذه الدول بالدبلوماسيين والقناصل الإستونيين واللاتفيين والليتوانيين الذين بقوا يعملون باسم حكوماتهم السابقة. استمر هؤلاء الدبلوماسيون في هذه الحالة الفريدة حتى الاستعادة النهائية لاستقلال البلطيق.
في الثمانينيات، تم اعتماد سياسات جديدة هي البيريسترويكا والغلاسنوست وانتهى القمع السياسي في الاتحاد السوفيتي. نتيجة لذلك، خلال محاولة الانقلاب السوفيتي عام 1991، أُصدر إعلان في 20 أغسطس 1991 يعلن عن إعادة تأسيس الجمهورية الإستونية المستقلة بعد ما يقرب من ثلاث سنوات من إعلان السيادة، لتصبح آخر جمهوريات البلطيق تعلن عن عودة الاستقلال (بعد ليتوانيا ولاتفيا عام 1990). في 6 سبتمبر 1991، اعترف الاتحاد السوفيتي باستقلال إستونيا وانضمت البلاد إلى الأمم المتحدة في 17 سبتمبر.
بعد أكثر من ثلاث سنوات من المفاوضات وفي 31 أغسطس 1994، انسحبت القوات المسلحة لروسيا من إستونيا. أنهت روسيا الاتحادية رسميًا وجودها العسكري في إستونيا بعد أن تخلت عن السيطرة على منشآت المفاعل النووي في بالديسكي في سبتمبر 1995. انضمت إستونيا إلى الاتحاد الأوروبي في مايو 2004، بعد فترة وجيزة من دخولها حلف شمال الأطلسي، وانضمت لاحقا إلى منظمة التعاون الاقتصادي والتنمية في 2010.